# Apocharips eleaphila
Apocharips eleaphila is een vliesvleugelig insect uit de familie van de Figitidae. De wetenschappelijke naam van de soort is voor het eerst geldig gepubliceerd in 1915 door Silvestri.